# Oreisplanus munionga
Oreisplanus munionga är en fjärilsart som beskrevs av Arthur Sidney Olliff 1889. Oreisplanus munionga ingår i släktet Oreisplanus och familjen tjockhuvuden. Inga underarter finns listade i Catalogue of Life.

## Bildgalleri

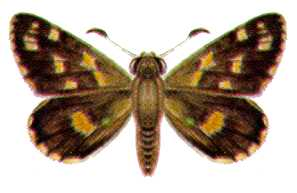